# トッカリショ

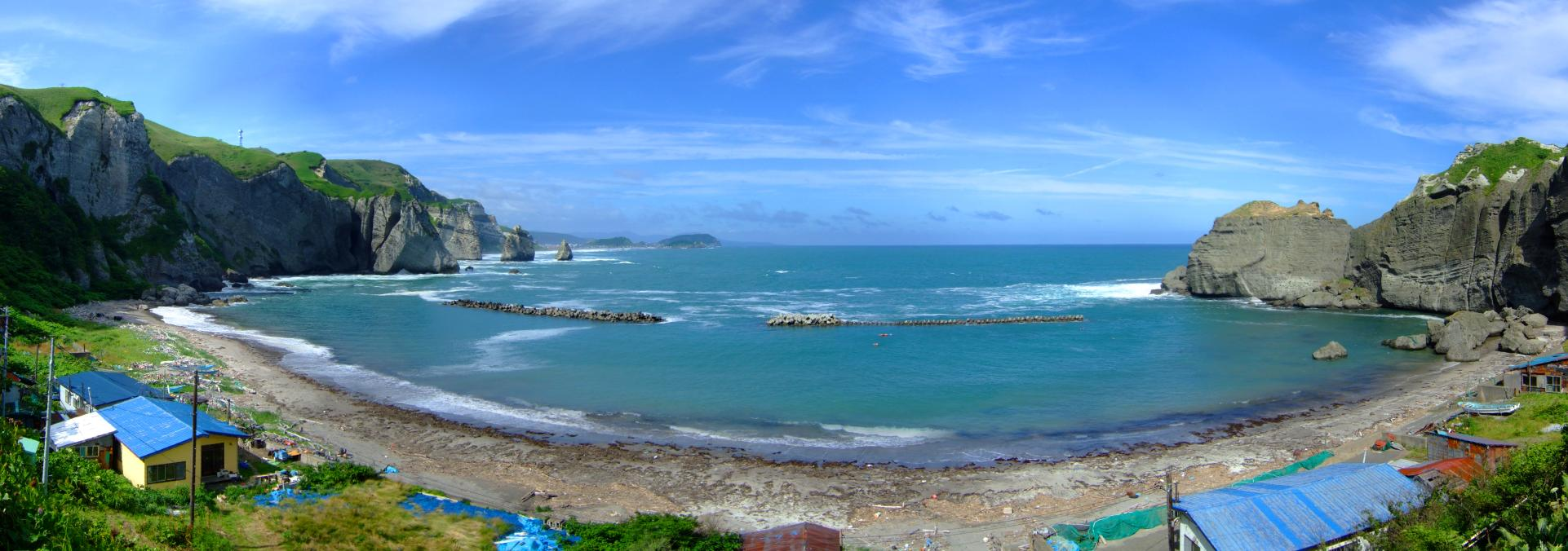
トッカリショ

トッカリショは、北海道室蘭市の地名。地球岬の東側に位置する。

## 概要
アイヌ語の「トカル・イショ」（アザラシ・岩）を語源とする。現在は岩ではなく、展望台下の砂浜を指す地名となっている。かつては、冬季になると室蘭近海にはアザラシが群れをなして集まったが、殊にこの海岸の岩場に数多く集まった。
海抜80メートル前後の凝灰岩質の断崖が東側のイタンキ浜の近くまで連なっており、緑のベルトと奇岩の景観が印象的なことから室蘭市を代表する景勝地として室蘭八景の一つに選ばれている。また国の名勝「ピリカノカ」の一部に指定されている。